# Myotis
O gênero Myotis, morcegos-de-orelhas-de-rato, é uma vasto grupo de pequenos morcegos marrons, encontrados em todas as partes do globo, exceto regiões polares.

## Espécies
- Myotis abei Yoshikura, 1944
- Myotis adversus (Horsfield, 1824)
- Myotis aelleni Baud, 1979
- Myotis albescens (É. Geoffroy, 1805)
- Myotis alcathoe von Helversen e Heller, 2001
- Myotis altarium Thomas, 1911
- Myotis anjouanensis Dorst, 1960
- Myotis annamiticus Kruskop e Tsytsulina, 2001
- Myotis annectans (Dobson, 1871)
- Myotis atacamensis (Lataste, 1892)
- Myotis ater (Peters, 1866)
- Myotis auriculus Baker e Stains, 1955
- Myotis australis (Dobson, 1878)
- Myotis austroriparius (Rhoads, 1897)
- Myotis bechsteinii (Kuhl, 1817)
- Myotis blythii (Tomes, 1857)
- Myotis bocagii (Peters, 1870)
- Myotis bombinus Thomas, 1906
- Myotis brandtii (Eversmann, 1845)
- Myotis bucharensis Kuzyakin, 1950
- Myotis californicus (Audubon e Bachman, 1842)
- Myotis capaccinii (Bonaparte, 1837)
- Myotis chiloensis (Waterhouse, 1840)
- Myotis chinensis (Tomes, 1857)
- Myotis ciliolabrum (Merriam, 1886)
- Myotis cobanensis Goodwin, 1955
- Myotis csorbai Topál, 1997
- Myotis dasycneme (Boie, 1825)
- Myotis daubentonii (Kuhl, 1817)
- Myotis davidii Peters, 1869
- Myotis dieteri Happold, 2005
- Myotis dominicensis Miller, 1902
- Myotis elegans Hall, 1962
- Myotis emarginatus (É. Geoffroy, 1806)
- Myotis evotis (H. Allen, 1864)
- Myotis fimbriatus (Peters, 1871)
- Myotis findleyi Bogan, 1978
- Myotis formosus (Hodgson, 1835)
- Myotis fortidens Miller e G. M. Allen, 1928
- Myotis frater G. M. Allen, 1923
- Myotis gomantongensis Francis e Hill, 1998
- Myotis goudoti (A. Smith, 1834)
- Myotis grisescens Howell, 1909
- Myotis hajastanicus Argyropulo, 1939
- Myotis hasseltii (Temminck, 1840)
- Myotis hermani Thomas, 1923
- Myotis horsfieldii (Temminck, 1840)
- Myotis hosonoi Imaizumi, 1954
- Myotis ikonnikovi Ognev, 1912
- Myotis insularum (Dobson, 1878)
- Myotis keaysi J. A. Allen, 1914
- Myotis keenii (Merriam, 1895)
- Myotis laniger Peters, 1871
- Myotis leibii (Audubon e Bachman, 1842)
- Myotis levis (I. Geoffroy, 1824)
- Myotis longipes (Dobson, 1873)
- Myotis lucifugus (Le Conte, 1831)
- Myotis macrodactylus (Temminck, 1840)
- Myotis macropus (Gould, 1855)
- Myotis macrotarsus (Waterhouse, 1845)
- Myotis martiniquensis LaVal, 1973
- Myotis melanorhinus Merriam, 1890
- Myotis moluccarum (Thomas, 1915)
- Myotis montivagus (Dobson, 1874)
- Myotis morrisi Hill, 1971
- Myotis muricola (Gray, 1846)
- Myotis myotis (Borkhausen, 1797)
- Myotis mystacinus (Kuhl, 1817)
- Myotis nattereri' (Kuhl, 1817)
- Myotis nesopolus Miller, 1900
- Myotis nigricans (Schinz, 1821)
- Myotis nipalensis Dobson, 1871
- Myotis occultus Hollister, 1909
- Myotis oreias (Temminck, 1840)
- Myotis oxygnathus (Monticelli, 1885)
- Myotis oxyotus (Peters, 1867)
- Myotis ozensis Imaizumi, 1954
- Myotis peninsularis Miller, 1898
- Myotis pequinius Thomas, 1908
- Myotis planiceps Baker, 1955
- Myotis pruinosus Yoshiyuki, 1971
- Myotis punicus Felten, Spitzenberger e Storch, 1977
- Myotis ricketti (Thomas, 1894)
- Myotis ridleyi Thomas, 1898
- Myotis riparius Handley, 1960
- Myotis rosseti (Oei, 1951)
- Myotis ruber (É. Geoffroy, 1906)
- Myotis schaubi Kormos, 1934
- Myotis scotti Thomas, 1927
- Myotis septentrionalis (Trouessart, 1897)
- Myotis sicarius Thomas, 1915
- Myotis siligorensis (Horsfield, 1855)
- Myotis simus Thomas, 1901
- Myotis sodalis Miller e Allen, 1928
- Myotis stalkeri Thomas, 1910
- Myotis thysanodes Miller, 1897
- Myotis tricolor (Temminck, 1832)
- Myotis velifer (J. A. Allen, 1890)
- Myotis vivesi Menegaux, 1901
- Myotis volans (H. Allen, 1866)
- Myotis welwitschii (Gray, 1866)
- Myotis yanbarensis Maeda e Matsumura, 1998
- Myotis yesoensis Yoshiyuki, 1984
- Myotis yumanensis (H. Allen, 1864)